# Тиран кубинський
Тиран кубинський (Tyrannus cubensis) — вид горобцеподібних птахів родини тиранових (Tyrannidae). Ендемік Куби.

## Опис
Довжина птаха становить 23 см, вага 93,6-108 г. Голова і шия чорнуваті, верхня частина тіла сіра, нижня частина тіла біла. На тімені малопомітна оранжева смуга, прихована оточуючим пір'ям. Дзьоб чорний, міцний, лапи чорні.

## Поширення і екологія
Кубинські тирани мешкають на Кубі та на острові Ісла-де-ла-Хувентуд. Раніше вони зустрічалися також на острові Інагуа (південні Багами) та на островах Теркс і Кайкос, однак вимерли. Кубинські тирани живуть у вологих, сухих і заболочених тропічних лісах, на узліссях, в ріколіссях, саванах і чагарникових заростях, зустрічаються на висоті до 400 м над рівнем моря.

## Поведінка
Кубинські тирани живляться комахами, на яких вони чатують, сидячи на високо розташованій гілці, іноді дрібними ящірками анолісами і пташенятами, під час сухого сезону доповнюють раціон плодами. Вони є моногамними, територіальними птахами, утворюють тривалі пари. Площа гніздової території пари кубинських тиранів становить в середньому 27,5 га. Сезон розмноження триває з березня по червень. Гніздо чашоподібне, розміщється на горизонтально розташованій гілці дерева. В кладці 2-3 яйця.

## Збереження
МСОП класифікує цей вид як такий, що перебуває під загрозою зникнення. За оцінками дослідників, популяція кубинських тиранів становить від 350 до 1500 птахів. Їм загрожує знищення природного середовища.